# Daniel Lesueur
 (janvier 2023).
Si vous disposez d'ouvrages ou d'articles de référence ou si vous connaissez des sites web de qualité traitant du thème abordé ici, merci de compléter l'article en donnant les références utiles à sa vérifiabilité et en les liant à la section « Notes et références ».
 (janvier 2023).
Pour les articles homonymes, voir Lesueur et Daniel Lesueur (homonymie).
Daniel Lesueur, né le 25 avril 1952, est un auteur et journaliste français de la presse musicale. Il est aussi animateur radio  et producteur d'artistes.

## Biographie
Dès 1970, il est le premier à commercialiser en France les disques vinyles pop rares des années 1960[réf. nécessaire]. Daniel Lesueur publie ses premiers articles en 1974 dans les mensuels musicaux Extra, Gold magazine, Rock 'n' roll musique, Rockenstock, Le Magazine de la discothèque, Le Nouveau Stéphanie, Music Géant et Rock & Folk, puis il rejoint Jukebox magazine, dont il restera collaborateur jusqu'en 2017.[réf. souhaitée]
Dès mai 1981, il participe à l'éclosion des radios libres sur Oblique FM, Radio Paris, etc. Il a été chroniqueur ou invité sur Europe 1, France Inter, Sud Radio, Radio Bleu, TMC, toujours au sujet du rock ou de la chanson. Depuis 1992, il a écrit 40 livres[réf. nécessaire] dont la majeure partie consacrée au monde du disque, de la musique et des médias.
Il découvre le chanteur Patrick Coutin en 1981 et lui permet de décrocher un contrat chez CBS/Epic pour l'album J'aime regarder les filles.
En tant qu'écrivain, on lui doit notamment le premier ouvrage publié sur Gérard Manset, les Argus des Beatles, de Johnny Hallyday, Eddy Mitchell et Dalida et un ouvrage illustré sur l'histoire du disque et de l'enregistrement sonore. En 2002 il publie, pour la première fois en français, une histoire complète de la radio pirate dans le monde entier au XXe siècle et reçoit le prix de la Recherche décerné par le Comité d’histoire de la radiodiffusion (CHR) pour son livre Pirates des ondes,.
Collectionneur de testaments de célébrités, il publie en 2003 Portraits d'outre-tombe : l'Héritage du Rock'n'roll, une série de portraits inédits des grands noms du rock... des portraits décalés car brossés à la lueur, révélatrice, des dernières volontés de chacun (Elvis Presley, John Lennon, Freddie Mercury, Janis Joplin, Jim Morrison, etc.)
En 2003, l'auteur s'associe à Dominic Durand pour fonder le site web Infodisc.fr offrant des dizaines de milliers d'informations aux passionnés de musique et des hit-parades ; le site atteint rapidement son rythme de croisière avec un million de consultations annuelles. Cette passion pour les classements de chansons conduit à la publication, en octobre 2008, des livres Hit-Parades 1950-1998 et 60 Ans de Hit-Parades qui recensent les chansons préférées des Français depuis 1950 jusqu'à 2008.
S'essayant à un genre qu'il n'avait pas encore abordé, l'auteur rédige une biographie de John Wayne Gacy, premier serial killer à être entré au Livre des Records avec le nombre de 33 victimes ; l'ouvrage noir, est publié dans la collection Camion Noir, face obscure de l'éditeur Camion Blanc. Dans la foulée, Lesueur se voit confier la tâche de rédiger la biographie de John C. Holmes, célèbre acteur de cinéma pornographique mêlé à la tuerie de Wonderland. Titré 35 centimètres de talent en raison de la taille démesurée du sexe de l'acteur, le livre sera en librairie pour janvier 2009.
En juillet 2008, Daniel Lesueur conçoit Radio Actif Mag, un magazine entièrement consacré au monde de la radio, en pleine mutation avec l'arrivée du numérique et des radios web. Parallèlement l'auteur rédige Les Années transistor, livre qui sortira l'année suivante.
Depuis juillet 2009, Daniel Lesueur a rejoint l'équipe de journalistes du site www.suite101.fr ouvert au public en septembre 2009. Il y écrira quotidiennement jusqu'à février 2011.
En novembre 2009, parution de American Sex Stars, la biographie de deux actrices du cinéma pornographique, Traci Lords et Jenna Jameson. Pour Noël 2009 sort L'Argus Beatles : making of + Discographie définitive chez l'éditeur Camion Blanc.
En 2010, Lesueur publie F... comme femme, encyclopédie de la chanson française au féminin, Rock déglingue, un ouvrage consacré aux chanteurs rock les plus fous, et Johnny Hallyday, l'idole. En août de la même année, Daniel Lesueur ouvre aux médias sa collection de testaments et de dossier post mortem (Victor Hugo, Albert Einstein, Sigmund Freud, Édith Piaf, Lady Diana, etc.
En mars 2011, il publie chez Camion Blanc Radios pirates : de Radio Caroline à la bande FM, célébrant les trente ans de la libéralisation des ondes en France en mai 1981.
Octobre 2011, parutions simultanées de L'Argus Eddy Mitchell et Chaussettes Noires et de Keith Moon, la bombe humaine du rock, adaptation en 840 pages du livre anglais Keith Moon, dear boy de Tony Fletcher, les deux chez l'éditeur Camion Blanc. Le même mois, sortie de Dictionnaire Georges Brassens (éditions du Layeur), en cosignature avec Michel Brillié et Jean-Dominique Brierre (préface d'Alain Souchon).
En avril 2012 sort le livre Girls Power (Camion Blanc éditions) qui retrace la lutte des femmes, depuis l'invention du disque en 1877 jusqu'à nos jours, pour se faire entendre, accepter et respecter du public et du show business. Une conquête qui passe par la scène et le vidéo-clip. En décembre 2012, Daniel Lesueur publie deux traductions de livres anglais consacrés aux Rolling Stones : Brian Jones, le Rolling Stone déchu et Rolling Stones 1967 : Hargne, drogue et rock'n'roll chez l'éditeur Camion Blanc dont il devient directeur d'ouvrages fin 2013.
Il consacre l'année 2013 à l'écriture du livre Jimmy Page avant l'envol (toutes les séances du guitariste, de 1963 à 1969, naissance de Led Zeppelin) aux éditions Camion Blanc et à la remise à jour de son livre Hit-Parades de 1950 à nos jours, classements et anecdotes (éditions Vaillant) ; ces deux ouvrages sont sortis respectivement en février et mars 2014.
Début 2014 il cofonde le blog Les Auteurs Libres avec Daniel Hubinon, Josiane Baud et Sylvie Eveno sur lequel il écrit quotidiennement, comme il le fit sur le site economiespositives.com de septembre 2014 à septembre 2015.
Au printemps 2015 il publie '150 Personnalités insolites du XXe siècle 'aux éditions Vaillant, un panorama en 228 pages de personnages qui ont marqué l'histoire un court instant avant de tomber dans un oubli relatif.
Le 20 juin 2015, coïncidant avec la Fête de la Musique, sort le livre Hallyday en 367 reprises : Où Johnny a-t-il puisé son inspiration ? qui recense, explique et retrouve l'origine, sur les mille et quelques chansons de Johnny Hallyday, les 367 qui sont adaptées de titres étrangers (essentiellement anglo-saxons mais également italiens, allemands, etc).
À la même période il conçoit le Rarities show, une émission de radio hebdomadaire en anglais présentée par Bruno Hantson et constituée d'une heure d'enregistrements rarissimes des années 1960 et 1970 basée sur le slogan « The Sounds you've never heard before on radio ! ». L'émission, diffusée à partir du 3 juillet 2015 sur Radio North Sea International, est adoptée par de nombreuses stations du monde entier (Flaming Oldies et Rock it Radio aux États-Unis, Radio 700 en Belgique, Swingin' Radio England en Grande-Bretagne, Radio Dunedin en Nouvelle-Zélande, Hot FM Tilburg aux Pays-Bas, Rewind To The Seventies et Radio 1629 en Australie, etc.).
En septembre 2015 sort Sexpionnage à Londres, la city du crime désorganisé, une étude sur le Londres huppé et crapuleux de l'immédiat après-guerre jusqu'au milieu des années soixante, mettant en relation deux histoires apparemment sans rapport : celle de Ruth Ellis (la dernière femme pendue en Grande-Bretagne, en 1955) et celle de Christine Keeler, call girl au cœur de l'affaire Profumo (1963). Entre les deux, en effet, on trouve l'ombre de Stephen Ward, personnage ô combien trouble.
En octobre 2015 il publie Hallyday : culte ou fétichisme, un ouvrage qui étudie le comportement des fans et innombrables admirateurs qui, depuis plus d'un demi-siècle, collectionnent tout ce qui s'y rapporte et parfois même s'identifient à leur idole.
Le 15 novembre 2015 sort une biographie-discographie commentée sur Richard Anthony, cosignée avec Jean-Jacques Jélot-Blanc. Le 18 février 2016 paraissent les biographies - discographies commentées de Claude François et de Françoise Hardy.
En avril et mai 2016 sortent le Dicorock : de Abba à Z Z Top, en cosignature Didier Janeault, L'Agenda Pop - rock, 1967  et l'Anthologie des tubes rock : Soixante ans de musique pour les kids en cosignature avec François Grimpret, qui recense près d'un millier de chansons qui ont marqué l'Histoire de la musique populaire de la seconde moitié du XXe siècle.
Fin juin 2016 sort, aux éditions Infodisc, Gaby Morlay, une star effacée, biographie en 336 pages de l'actrice française la plus célèbre de la première moitié du vingtième siècle sur laquelle jusqu'alors on trouvait fort peu de renseignements fiables en raison de la volonté de la première concernée qui, toujours, tint à rester discrète sur sa vie privée, et particulièrement sur les quinze premières années de sa vie, son "jardin secret". On n'en savait guère plus sur les années suivantes car elle s'était inventé une biographie totalement fausse !
Fin 2016, la réédition en livre électronique de L'Argus Dalida, Discographie mondiale et cotations se voit décerner le Prix de la Meilleure Biographie de Musique populaire décerné par l'ARSC (Association for Recorded Sound Collections).
En mars 2017 sort aux éditions Camion Blanc le second tome de Dicorock, en cosignature avec Didier Janeault, cette fois consacré aux reprises, cover versions et plagiats. Le même mois, il entame deux séries mensuelles rétrospectives : Lesueur reporter dans Jukebox Magazine, publication d'interviews réalisées entre 1975 et 1980, et Pas d'erreur, c'est Lesueur dans le magazine régional Mamie pétille, passant chaque mois en revue les principaux événements artistiques et de société survenus exactement cinquante ans auparavant. 
En 2018 il publie quatre livres, toujours chez son éditeur habituel Camion Blanc :  une traduction du livre de Martin Power, No Quarter : les trois vies de Jimmy Page, Johnny Hallyday face à la caméra : l'Idole sur grand et petit écran, Petite histoire de la Radio en France de 1920 à nos jours, Les Reines du 78 tours, d'Edith Piaf à Dalida.
En octobre 2019, apprenant le décès du batteur Ginger Baker, il met un point final à son livre Cream 1966 - 1967 et après : Eric Clapton, Jack Bruce, Ginger Baker (Camion Blanc 2019).
En janvier 2023 sort son cinquantième livre, Portraits chantés de la société française (édition Camion Blanc).

## Traductions de l'anglais
- Tony Fletcher, Keith Moon, la bombe humaine du rock, Camion Blanc, 2011
- Laura Jackson, Brian Jones, le Rolling Stone déchu, Camion Blanc, 2012
- Simon Wells, Rolling Stones 1967 : hargne, drogue et rock'n'roll, Camion Blanc, 2012
- Martin Power, No Quarter : les trois vies de Jimmy Page, Camion Blanc, 2018

## Ouvrages
- Rock et alcool : les morts, les survivants et les repentants  (Camion Blanc, 2023)
- Cat Stevens le Phénix (en coécriture avec Dominique Grandfils ; Camion Blanc, 2023)
- Portraits chantés de la société française  (Camion Blanc, 2023)
- Petula Clark, artiste complète et star internationale (Camion Blanc, 2022)
- Sarah Churchill, l'agneau égaré de la bergerie  (Infodisc, 2021)
- Dorothy Kilgallen, une journaliste trop curieuse (Camion Noir, 2021)
- Les débuts du cinéma français parlant : 1929 - 1931 (Infodisc, 2021)
- Le cinéma sous la botte hitlérienne (Infodisc, 2021)
- Les années 60 et 70, des débuts de Johnny Hallyday à la fin de John Lennon (Camion Blanc, 2021)
- La légende du star Club de Hambourg , en cosignature avec Yves Morinais (Camion Blanc, 2020)
- Cream 1966 - 1967 et après : Eric Clapton, Jack Bruce, Ginger Baker (Camion Blanc 2019).
- Les Reines du 78 Tours, d'Edith Piaf à Dalida  (Camion Blanc, 2018
- Petite Histoire de la Radio en France de 1920 à nos jours  (Camion Blanc, 2018)
- Johnny Hallyday face à la caméra : l'Idole sur grand et petit écran (Camion Blanc, 2017)
- Dicorock : Reprises, cover versions et plagiats, en cosignature avec Didier Janeault, Camion Blanc, 2017
- Gaby Morlay, une star effacée, Infodisc, 2016
- Dicorock : de Abba à Z Z Top, en cosignature avec Didier Janeault, Camion Blanc, 2016
- L'Agenda Pop - rock, 1967, Camion Blanc, 2016
- Anthologie des tubes rock : Soixante ans de musique pour les kids en cosignature avec François Grimpret, Camion Blanc, 2016
- Claude François, Biographie et discographie argumentée, Camion Blanc, 2016
- Françoise Hardy – Catch a Rising Star, Camion Blanc, 2016
- Richard Anthony : Discographie, interviews & témoignages, cosigné avec Jean-Jacques Jélot-Blanc, Camion Blanc, 2015
- Hallyday, Culte ou fétichisme ?, Camion Blanc, 2015
- Sexpionnage à Londres, la city du crime désorganisé, Camion Noir, 2015
- Hallyday en 367 reprises : Où Johnny a-t-il puisé son inspiration ?, Camion Blanc, 2015
- 150 Personnalités insolites du XXe Siècle, éditions Vaillant, 2015
- Hit-Parades de 1950 à nos jours, classements et anecdotes, éditions Vaillant, 2014
- Jimmy Page : avant l'envol, Camion Blanc, 2014
- Girls Power, Camion Blanc, 2012
- Dictionnaire Georges Brassens, cosigné avec Michel Brillié et Jean-Dominique Brierre, préface d'Alain Souchon, éditions du Layeur, 2011
- Argus Eddy Mitchell et Les Chaussettes noires, Camion Blanc, 2011
- Radios Pirates : de Radio Caroline à la bande FM, Camion Blanc, 2011
- Johnny Hallyday, l'Idole, + argus, Camion Blanc, 2010
- Rock Déglingue, Camion Blanc, 2010
- F... comme Femme : la chanson française au féminin, Aléas, 2010
- L'Argus Beatles : Discographie définitive, Camion Blanc, 2009
- American Sex Stars, Camion Noir, 2009
- Les Années transistor Aléas, 2009
- John C. Holmes : 35 centimètres de talent, Camion Noir, 2009
- 60 Ans de hit-Parades, Éditions Alternatives 2008
- John Wayne Gacy, le Clown tueur, Camion Noir, 2008
- Histoire du disque et de l'enregistrement sonore, Carnot 2004, réédité par l'auteur en 2006 avec une couverture différente.
- L'Argus Eddy Mitchell : discographie et cotations Alternatives, 2004
- L'Argus Dalida : discographie mondiale et cotations, Alternatives, 2004
- L'Argus Johnny Hallyday : discographie mondiale et cotations, Alternatives, 2003
- L'Héritage du Rock'n'Roll, Dreamland, 2003
- Pirates des ondes. Histoire des radios pirates au XXe siècle, L'Harmattan, 2002  (ISBN 2-7475-1989-9)
- Jacques Higelin, seul maître à bord, Alternatives, 2000
- Hit-parades 1950-1998, Alternatives , 1999
- Les Beatles : la discographie définitive, Alternatives, 1997
- Gérard Manset. Celui qui marche devant, 1995, réédité en 1997
- Les Disques de collection, Alternatives, 1993
- Les Picture-discs, Alternatives, 1992